# اوندریوف (ناحیه پلهریموف)
اوندریوف (به چکی: Ondřejov) یک منطقهٔ مسکونی در جمهوری چک است که در ناحیه پلهریموو واقع شده‌است. اوندریوف ۴٫۵۴ کیلومتر مربع مساحت و ۱۴۴ نفر جمعیت دارد و ۵۶۳ متر بالاتر از سطح دریا واقع شده‌است.